# 11 Pułk Huzarów (Cesarstwo Niemieckie)
11 pułk huzarów (2 Westfalski) (niem. 2. Westfälisches Husaren-Regiment Nr. 11)  – pułk kawalerii niemieckiej okresu Cesarstwa Niemieckiego.

## Charakterystyka

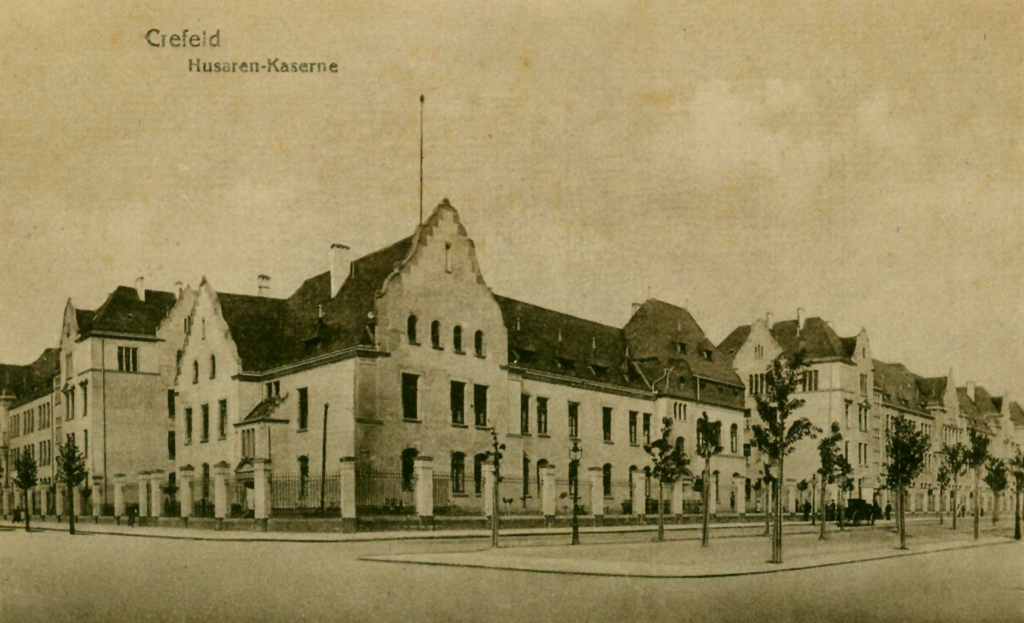
Koszary pułku

Pułk został sformowany 5 grudnia 1813. Stacjonował w Krefeld . Wchodził w skład VII Korpusu Armijnego .

 Wiosną 1914 był w strukturze 14 Brygady Kawalerii z 14 Dywizji Piechoty.
W wyniku mobilizacji, w sierpniu 1914 pułk osiągnął gotowość bojową i w składzie 14 Brygady Kawalerii z 9 Dywizji Kawalerii został wysłany na front zachodni.

30 grudnia 1916 oddział przeorganizowano w spieszony pułk kawalerii.